# Andreas Sigismund Marggraf
Andreas Sigismund Marggraf (1709–1782) là nhà hóa học người Đức. Ông là người đầu tiên thu được kẽm tinh khiết bằng cách nung nóng calamine và carbon vào năm 1746. Một phát hiện quan trọng của Marggraf là vào năm 1747 ông đã tìm ra đường, và nghĩ ra cách chiết xuất đường, trong củ cải đường. Đó chính là saccharose.

## Cuộc sống
Andreas Sigismund Marggraf là con trai của dược sĩ Henning Christian Marggraf (1680–1754), chủ một hiệu thuốc ở Berlin và giảng dạy tại Collegium Medico-Chirurgicum (trường y khoa / phẫu thuật). Andreas tiếp xúc với ngành kinh doanh dược phẩm và y tế từ sớm và bắt đầu học tại trường y vào năm 1725. Ông học với Caspar Neumann ở Berlin, Đức nhưng ông cũng đến thăm các hiệu thuốc ở các thành phố khác, bao gồm Frankfurt am Main và Strasbourg. Ông cũng tham dự các bài giảng tại Đại học Halle. Andreas làm việc trong hiệu thuốc của cha mình và tập trung vào công việc hóa học. Sau này, ông đã giúp tổ chức lại Socät der Wissenschaften thành Akademie der Wissenschaften (Học viện Khoa học Phổ) và trở thành giám đốc bộ phận vật lý vào năm 1760.  Ngay cả sau một cơn đột quỵ năm 1774, ông vẫn tiếp tục làm việc trong các phòng thí nghiệm của Akademie cho đến khi nghỉ hưu vào năm 1781.

## Công việc
Marggraf đã giới thiệu một số phương pháp mới vào hóa học thực nghiệm. Ông đã sử dụng các phương pháp kết tủa để phân tích, như phản ứng sắc tố Xanh Phổ để phát hiện sắt.  Công trình chính của Marggraf trong hóa học vô cơ bao gồm cải thiện việc sản xuất phosphor từ nước tiểu và phát hiện muối kim loại kiềm trong tro thực vật và xác định chúng bằng phương pháp thử lửa.
Việc ông chiết xuất đường, vào thời đó chỉ được chiết xuất từ cây mía, từ củ cải là điểm khởi đầu cho ngành công nghiệp đường ở châu Âu.  Mặc dù Marggraf nhận ra tác động kinh tế của khám phá đó, ông đã không theo đuổi nó. Franz Achard, sinh viên của Marggraf, đã hoàn thành công việc và phát triển một phương pháp chiết xuất kinh tế cho đường từ củ cải đường. Các sinh viên khác của Marggraf bao gồm Johann Gottlob Lehmann, Franz Karl Achard và có lẽ Valentin Rose the Elder và Martin Heinrich Klaproth. Ông cũng là người đầu tiên phân lập glucose từ nho khô vào năm 1747.